# Чемпионат СССР по лыжным гонкам 1976
48-й лично-командный чемпионат СССР по лыжным гонкам проводился в Мурманске с 14 по 21 марта 1976 года. Соревнования проводились по восьми дисциплинам — гонки на 15, 30 и 50 км, эстафета 4×10 км (мужчины), гонки на 5, 10 и 20 км, эстафета 4х5 км (женщины).

## Медалисты

### Мужчины
|                  | Золото                                                                 | Серебро                                                                              | Бронза                                                               |
| ---------------- | ---------------------------------------------------------------------- | ------------------------------------------------------------------------------------ | -------------------------------------------------------------------- |
| Гонка на 15 км   | Бажуков Николай Вооружённые Силы Сыктывкар                             | Савельев Сергей Вооружённые Силы Московская область                                  | Рочев Василий «Динамо» Сыктывкар                                     |
| Гонка на 30 км   | Савельев Сергей Вооружённые Силы Московская область                    | Бажуков Николай Вооружённые Силы Сыктывкар                                           | Рочев Василий «Динамо» Сыктывкар                                     |
| Гонка на 50 км   | Савельев Сергей Вооружённые Силы Московская область                    | Беляев Евгений «Труд» Ленинград                                                      | Симашев Федор «Динамо» Москва                                        |
| Эстафета 4х10 км | «Динамо» Симашев Федор Лукьянов Владимир Шмигун Анатолий Рочев Василий | Вооружённые Силы Воронин Александр Аникеев Станислав Савельев Сергей Бажуков Николай | «Труд» Трефилов Владимир Скобов Юрий Суслов Александр Беляев Евгений |

### Женщины
|                 | Золото                                                                | Серебро                                                                          | Бронза                                                                     |
| --------------- | --------------------------------------------------------------------- | -------------------------------------------------------------------------------- | -------------------------------------------------------------------------- |
| Гонка на 5 км   | Сметанина Раиса Сельские ДСО Сыктывкар                                | Балдычева Нина «Труд» Ленинград                                                  | Амосова Зинаида Вооружённые Силы Новосибирск                               |
| Гонка на 10 км  | Сметанина Раиса Сельские ДСО Сыктывкар                                | Кулакова Галина «Труд» Ижевск                                                    | Селюнина Нина «Спартак» Йошкар-Ола                                         |
| Гонка на 20 км  | Амосова Зинаида Вооружённые Силы Новосибирск                          | Балдычева Нина «Труд» Ленинград                                                  | Кулакова Галина «Труд» Ижевск                                              |
| Эстафета 4х5 км | «Труд» Мухачева Любовь Балдычева Нина Трусова Татьяна Кулакова Галина | «Спартак» Кострова Людмила Шебалина Нина Баранова (Дулова) Людмила Селюнина Нина | Сельские ДСО Парамонова Нина Радюшина Татьяна Дунаева Нина Сметанина Раиса |

Лично-командный чемпионат СССР (15-й) в лыжной гонке на 70 км среди мужчин проводился в Кандалакше 11 апреля 1976 года.

### Мужчины (70 км)
|                | Золото                          | Серебро                     | Бронза                               |
| -------------- | ------------------------------- | --------------------------- | ------------------------------------ |
| Гонка на 70 км | Шмигун Анатолий «Динамо» Москва | Гаранин Иван «Енбек» Рудный | Коростылев Владимир «Труд» Ярославль |

Лично-командный чемпионат СССР (2-й) в лыжной гонке на 30 км среди женщин проводился в Апатитах Мурманской области 10 апреля 1976 года.

### Женщины (30 км)
|                | Золото                        | Серебро                            | Бронза                            |
| -------------- | ----------------------------- | ---------------------------------- | --------------------------------- |
| Гонка на 30 км | Кулакова Галина «Труд» Ижевск | Сметанина Раиса «Урожай» Сыктывкар | Кострова Людмила «Спартак» Москва |